# Октябрьский сельсовет (Солигорский район)
Октябрьский сельсовет — административная единица на территории Солигорского района Минской области Белоруссии.

## Состав
Октябрьский сельсовет включает 28 населённых пунктов:
- Большие Завшицы — деревня.
- Веска — деревня.
- Ветка — посёлок.
- Гать — посёлок.
- Герасимовка — посёлок.
- Грибовня — посёлок.
- Дедовичи — посёлок.
- Долгое — посёлок.
- Зайково — посёлок.
- Залазье — деревня.
- Калиновка — посёлок.
- Каменка — посёлок.
- Леновичи — посёлок.
- Лопатино — посёлок.
- Мозоли — деревня.
- Малые Завшицы — деревня.
- Новый Луг — посёлок.
- Октябрь — агрогородок.
- Пирачицы — деревня.
- Подорожье — посёлок.
- Поповцы — деревня.
- Пружанка — деревня.
- Раевка — посёлок.
- Рассвет — деревня.
- Салогощ — деревня.
- Северины — деревня.
- Синяк — посёлок.
- Устронь — деревня.